# Rudolf Steiner (Architekt)

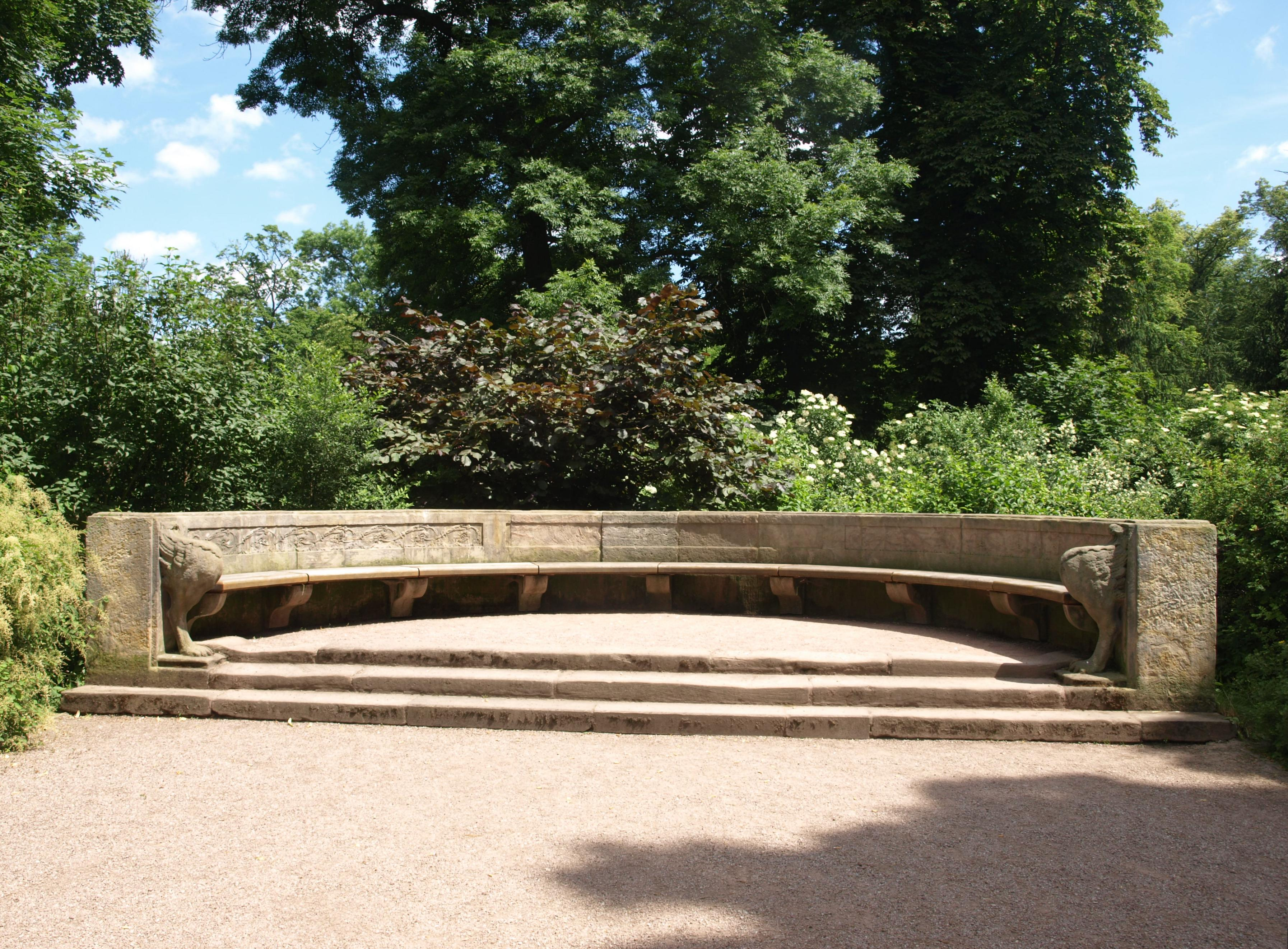
Die Pompejanische Bank im Park an der Ilm

Johann Friedrich Rudolph Steiner (* 1. Juni 1742 in Braunschweig; † 1. März 1804 in Weimar) war Hofarchitekt und Baurat in Weimar.
Rudolf Steiner war zu Beginn seiner beruflichen Laufbahn als Baukontrolleur am Hof in Braunschweig tätig. Gegen 1770 wechselte er in den Hofdienst nach Sondershausen und wurde 1774 nach dem Brand des Residenzschlosses als Hofbaumeister nach Weimar berufen. Er trat die Nachfolge des fürstlichen Landbaumeisters Johann Gottfried Schlegel an, nachdem dieser in Ungnade gefallen war. 1779 wurde das 1825 abgebrannte Weimarer Hoftheater nach seinen Entwürfen errichtet. Zu seinen weiteren Werken zählen die Pompejanische Bank, die 1799 nach seinem 1797 erstellten Entwurf entstand, sowie das Hofgärtnerhaus, aus dem später das Liszt-Haus hervorging. Außerdem entwarf er 1786/87 einen Salon als Nachfolgebau des Orangenhauses, aus dem später das Tempelherrenhaus wurde. 1789 bis 1803 war Steiner neben Johann August Arens, Nikolaus Friedrich von Thouret und Heinrich Gentz nochmals am Weimarer Schlossbau beteiligt. 1790/91 wurde das sog. Poseck'sche Haus, das heutige Museum für Ur- und Frühgeschichte Thüringens errichtet nach dem Entwurf von Rudolf Steiner. Die Bauleitung hatte Anton Georg Hauptmann. Zudem war er am Bau des Goethe-Theater (Bad Lauchstädt) tätig. Zu erwähnen ist auch das Bertuch-Haus, das er 1780/82 errichtete, dessen Ausbau später allerdings Johann Christian Heinrich Schlüter fortsetzte.
Das Liszt-Haus, das Poseck'sche Haus und die Pompejanische Bank sind möglicherweise die einzigen erhaltenen Zeugnisse, die eine direkte Beteiligung Steiners bezeugen. Auch sein Sohn Carl Friedrich Christian Steiner war Architekt, der ebenfalls im Park an der Ilm tätig wurde. Steiner beschäftigte sich mit der Entwicklung feuerfester Bedachungen. Neben Veröffentlichungen zur Bautechnik werden ihm auch Werke zur Insektenkunde zugeschrieben. Diese fanden von den Rezensenten allerdings eine vernichtende Kritik. Er hatte einen als „Schneckenofen“ bezeichneten Ofen erfunden, welcher eine sparsamere Verwendung des Brennholzes ermöglichte oder zumindest bezweckte. Dieser wurde 1791 erstmals beschrieben.

## Schriften (Auswahl)
- Versuche über die Herkunft des Borken-Käfers oder fliegenden Holz-Wurmes nach Linné Typographus genannt. Stranckmann, Jena 1785.
- Entwurf der Insectenwissenschaft oder was von der Kenntnis, Erzeugung, Verwandlung und Sammlung der Insecten zu wissen nöthig ist : nebst einer Claßen-Ordnung der Conchylien und ihrer Behandlung Von I. F. St. M. B. [mutmaßlicher Verfasser: Johann Friedrich Rudolph Steiner]. Hilscher, Leipzig 1788.
- Beschreibung eines Schneckenofens, Weimar 1791.
- Entwurf einer neuen durchaus feuerfesten Bauart mit gewölbten Decken und Dachungen. T. 1. Zur Sicherheit und Wohlfahrt der menschlichen Wohnungen und anderer Gebaeude, sämmtlichen höchst und hohen Regenten und Fürsten Teutschlands so wie auch der ganzen Nation desselben in Ehrfurcht gewidmet. Hoffmann, Weimar 1803.
- Praktische Anleitung zur Berechnung der Bau- und Nutzhölzer auch Schneidemühlen-Waaren nach dem Cubik- und Quadratfuss. Ein gemeinnütziges Handbuch. Mit 4 illuminirten Kupfertafeln, und 74 Holz- und Schneidemühlen-Tabellen. Hoffmannische Buchhandlung, Weimar 1803.